# ميرنا خياط
ميرنا خياط(8 مايو 1973-) مخرجة برامج تلفزيونية وأغاني مصورة لبنانية.

## حياتها ومشوارها المهني
انطلاقتها كانت عام 1992 قبل تخرّجها من جامعة «سيّدة اللويزة»، عملت كمقدمة برنامج «الكاميرا وين» عرضته «المؤسسة اللبنانية للإرسال» تحت إدارة زوجها المخرج طوني أبو الياس
، بدأت مسيرتها في الإخراج مع العديد من الفنانات اللاتي كانن في بداية مشوارهن أمثال نوال الزغبي نوال الكويتية باسكال مشعلاني ووائل كفوري، بمشاركه زوجها طوني، بعدها سافرت إلى إيطاليا في بداية التسعينيات، أخرجت العديد من البرامج والكليبات ل شبكة راديو وتلفزيون العرب ول المؤسسة اللبنانية للإرسال. شاركت كمتسابقة في برنامج ديو المشاهير ال بي سي بموسمه الثاني وحصلت مع جائزة ماليّة قدرها 7500 دولار قدّمتها لجمعيّة رسالة حياة وكعضو لجنة تحكيم
في حفل توزيع جوائز الموريكس دور لعدة دورات

### حياتها الأسرية
تزوجت من المخرج طوني أبو الياس عام 1993 رزقت منه بثلاثة أطفال كيارلين وليوناردو اليوت وماثيو

## الأعمال

### الأغاني المصورة
| الفنان               | الأغنية المصورة | العام                 |
| -------------------- | --- | --------------------- |
| نوال الكويتية        | الشوق جابك، تفاصيل، روح الله حسيبك، معقوله تنساني، طمن قلبك، أبيك، يا فاهمني                                                                          | 1996-2015             |
| نبيل شعيل            | طبعا غير، مسك الختام | 2000,2001             |
| نوال الزغبي          | قلبي دق، الليالي | 1998، 2000            |
| نجوى كرم             | سحرني، شو المانع، ما عاش من زعلك | 2004                  |
| شيرين وجدي           | روميو وجوليت، لفيت بلاد الله، انا بقى، البدر لو يوم بيعدي، ليالي حياتي                                                                                | 2002,2003,2006        |
| أصالة نصري           | عيشني ثواني | 2001                  |
| كلودا الشمالي        | بتطلع فيك، على هونك | 2000                  |
| إلين خلف             | قولك، خايفة منك | 1994                  |
| ميادة الحناوي        | عرفوا إزاي | 2003                  |
| طلال سلامة           | طابت ليلتك نامي | 2005                  |
| نيللي مقدسي          | شبكي | 2002                  |
| باسمة                | عيني يامو | 2000                  |
| لورا خليل            | حبيب الروح، يا أهل الله | 1996,1999             |
| وائل جسار            | الدنيا علمتني | 2000                  |
| باسكال مشعلاني       | الواد المعجباني، بلدينا، مش وقت اللي بدك، دقدق، خيالة، الكذب، حبيب قلبي نشفتلي دمي، قلبي، أكبر كذبة، ليلة بعد ليله، شو عملتلك انا، لو لسه فكر/شو بحبك | 1993,2005             |
| سوزان تميم           | ساكن قلبي | 2000                  |
| فرقة جيتارا          | ميا موري، لفيت بلاد الله، هيه هيه | 2003-2004             |
| دينا حايك            | درب الهوى، حلوة منك | 2006                  |
| أمل حجازي            | "رومانسية"، بتدور ع قلبي "،"مستني إيه" بعد سنين" و"بحب نوع كلامك"بعيونك زعل وبيعاملني                                                                 | 2003، 2004،2005 ،2012 |
| جوانا ملاح           | شيناناي، عليك عيني، قلبك عرف الغرام | 1995,2000             |
| يارا                 | صدفة | 2007                  |
| نانسي عجرم           | "مشتاقة ليك" | 2007                  |
| ميليسا               | "ليل يا ليل" و"كام سنة" و"عشقاك" | 2007                  |
| جورج وسوف            | ما تقولوا ليه، سلف ودين، يوم الوداع، تأخرت كتير، صابر وراضي، بيحسدوني، أنا ٱسف                                                                        | 1999، 2011.           |
| ميسم نحاس            | فكرت كتير، خدني في حضنك، كيف حبيتك | 2004-2005             |
| مايا نصري            | يا واحشني، أنا بحتجلك | 2004,2001             |
| رولا سعد             | ليه بتعمل كده، يا معلم، إيده ايده، سحرهم | 2003,2008             |
| أماني السويسي        | وين، تبيني ليش | 2008                  |
| شيراز                | لياليك | 2008                  |
| ريم المحمودي         | عمري | 2000                  |
| هند البحرينية        | هامتي | 2008                  |
| مرام البلوشي         | إنسى الزعل | 2001                  |
| شو عملتي بقلوب الناس | شبكة راديو وتلفزيون العرب | 2002                  |
| شمس الكويتية         | كبر راسك، مظاهر نسائية، عين فراش | 2005,2004             |
| محمد مجذوب           | شو بحبك | 2007                  |
| فريق جيتارا          | هيه هيه، مي آمور | 2004                  |
| ميريلا عازار         | بموت في حبيبي | 2006                  |
| هشام الحاج           | ولعت | 2006                  |
| جاكلين خوري          | |                       |
| زين العمر            | حبيبي | 1999                  |

### في التمثيل
| العمل         | العام | نوعه   |
| ------------- | ----- | ------ |
| الفجر         | 2000  | فيلم   |
| فوازير مشاوير | 1997  | فوازير |

### إخراج البرامج
| البرنامج | عرض على                     | العام     |
| -------- | --------------------------- | --------- |
| توب 20   | art الموسيقى، روتانا موسيقى | 2002-2004 |

### في الغناء
- ديو مع فادي أندراوس أغنية careless whishper 2011

## روابط خارجية
- ميرنا خياط على موقع قاعدة بيانات الأفلام العربية